# 共和站 (中国)
共和站是一个成昆线上的铁路车站，位于四川省乐山市峨边彝族自治县沙坪鎮（原共和乡），建于1966年，目前为四等站，邮政编码为614300。目前客运：办理旅客乘降，不办理货运业务。
1990年代车站在电气化改造中新建第三道，但该股道路基落入龚嘴电站水库。因此设计人员将车站站场整体内移6米, 将既有正线位置让给第三道:94。

## 图片

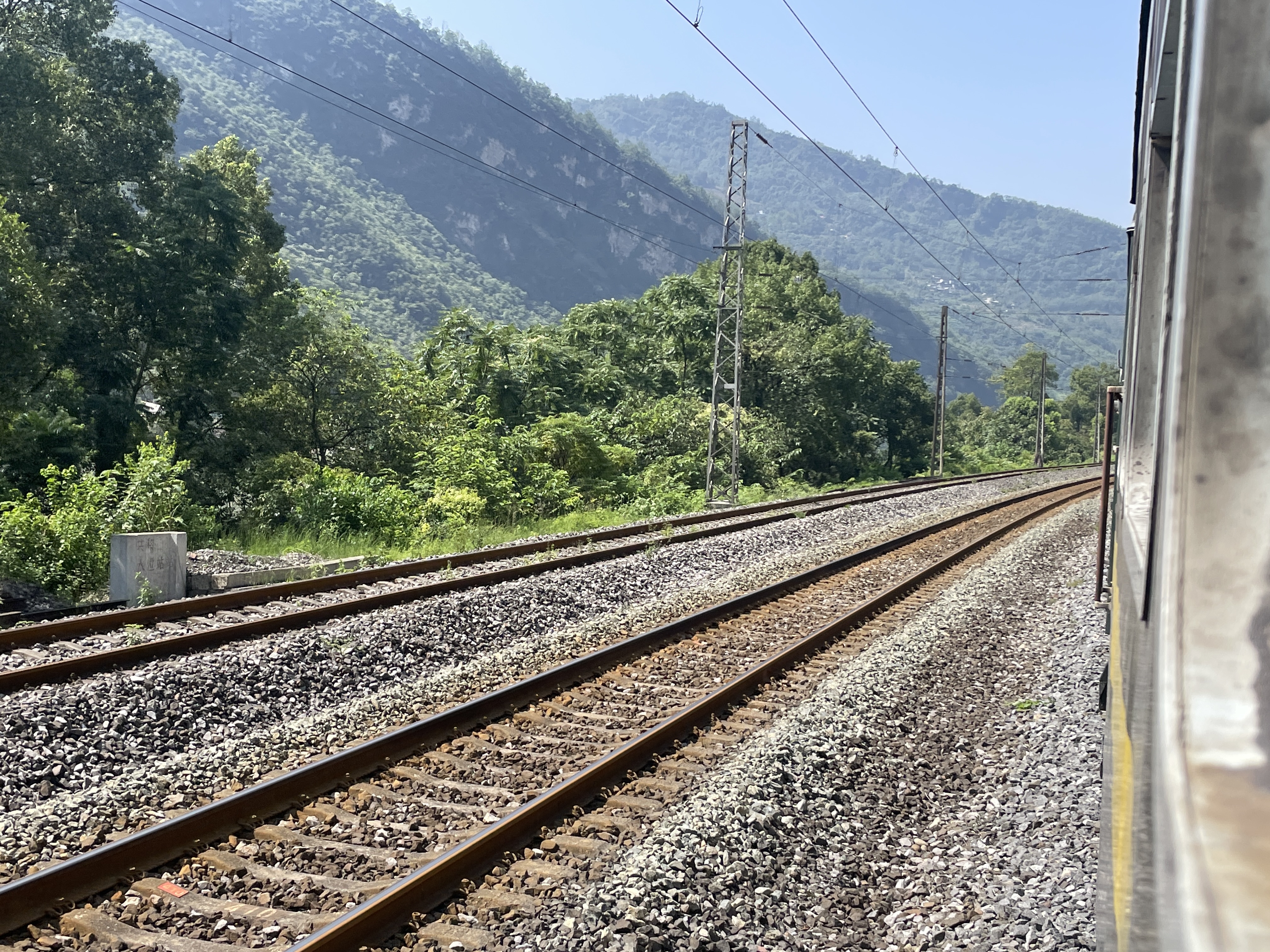
车站股道
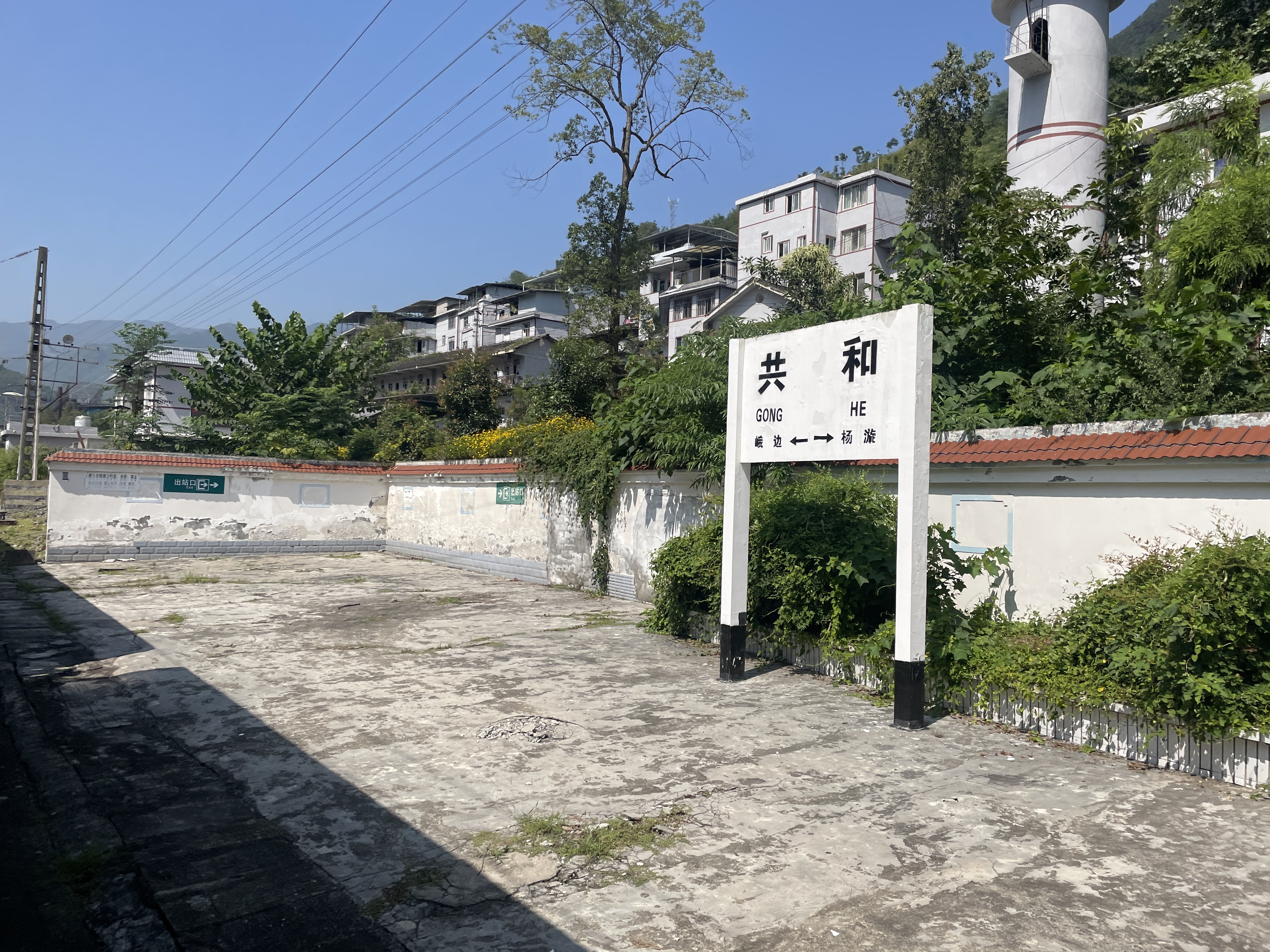
站牌
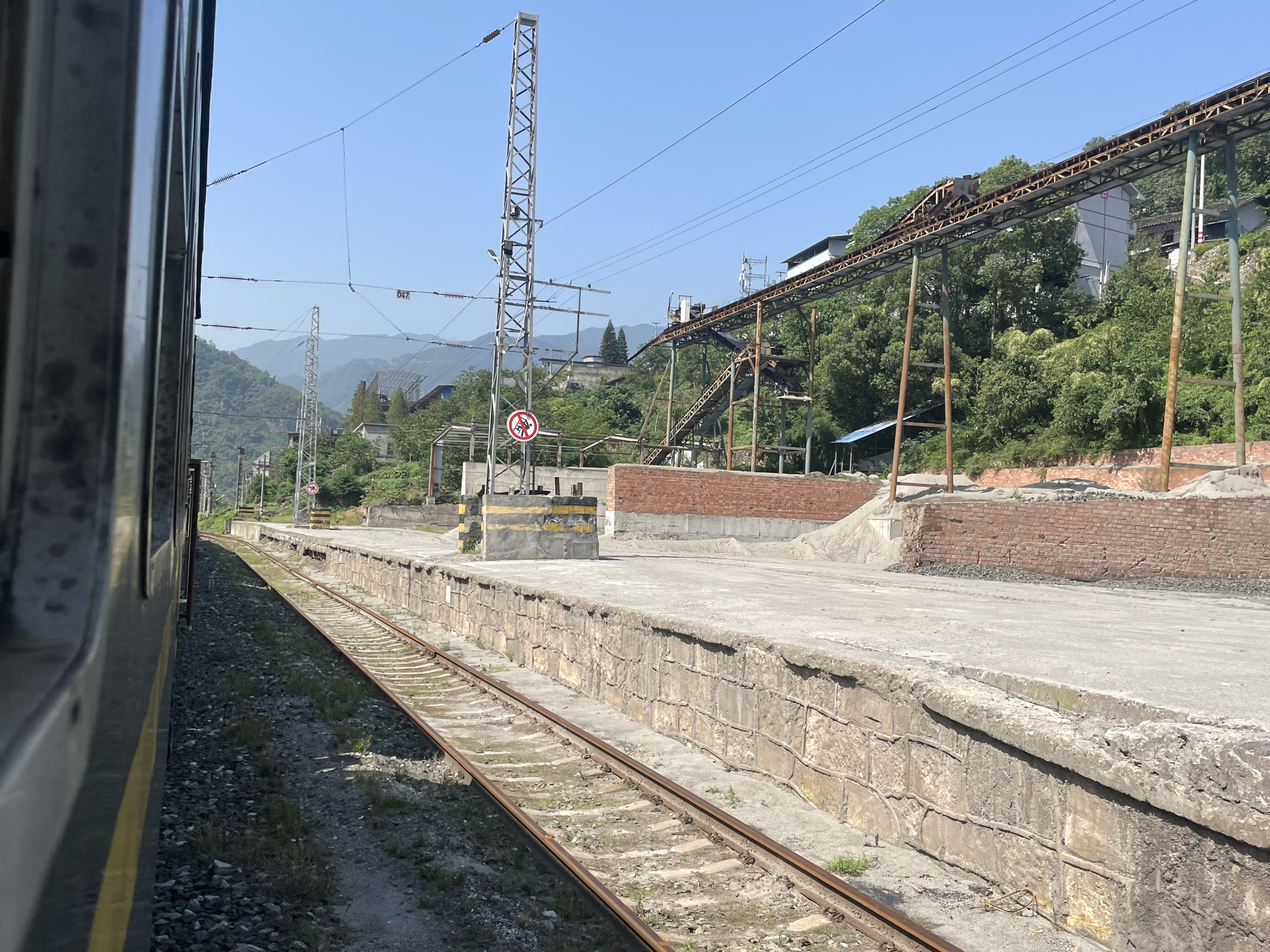
货场